# Auménancourt

Auménancourt este o comună în departamentul Marne, Franța. În 2009 avea o populație de 926 de locuitori.